# Derde klasse (vrouwenvoetbal België)
De Derde Klasse was tot 2012 de derde, en sindsdien de vierde, afdeling van het damesvoetbal in België. De competitie werd georganiseerd door de KBVB.

## Competitie
De competitie startte doorgaans op het einde van de zomer, iets later dan het herenvoetbal, en eindigde net als de meeste andere voetbalcompetities in de lente van het daaropvolgende jaar. Elke ploeg speelde tweemaal tegen elk van de andere ploegen uit dezelfde reeks. Punten werden toegekend volgens het driepuntensysteem. De competitie werd in twee reeksen verdeeld, waarvan de kampioenen promoveerden naar de  Tweede klasse.

## Geschiedenis
Na de oprichting van de eerste klasse (1973) en de tweede klasse (1981) was het in 1989 de beurt aan de derde klasse. Dat experiment was echter maar een kort leven beschoren: al na één seizoen werd de derde klasse weer opgedoekt en werd in ruil tweede klasse uitgebreid naar twee reeksen.
In 2001 maakte de voetbalbond echter de omgekeerde beweging: tweede klasse werd weer ingeperkt tot één reeks en met de degradanten en nieuwkomers uit de provinciale reeksen werden opnieuw twee reeksen in derde klasse voorzien.
Weer vijftien jaar later werd de zaak echter nogmaals omgedraaid en steeg de top-5 van elke reeks naar tweede klasse. De ploegen tussen plaatsen zes en tien moesten met de provinciale kampioenen uitvechten wie er naar de nieuwe tweede klasse mocht, de verliezers (en de laatste vier ploegen uit elke reeks) werden naar eerste provinciale teruggezet.
De Belgische voetbalbond besliste echter om in 2016 de derde klasse op te heffen en tweede klasse uit te breiden van 12 naar 28 ploegen. Sindsdien zijn er dus weer twee reeksen in tweede klasse.

## Kampioenen

### Chronologisch
| seizoen | kampioen A-reeks         | kampioen B-reeks         |
| ------- | ------------------------ | ------------------------ |
| 1989/90 | RC Harelbeke             | FC Turnhout              |
| 2001/02 | Famkes Merkem            | Vlimmeren Sport          |
| 2002/03 | KSV Jabbeke              | Patro Maasmechelen       |
| 2003/04 | Excelsior Kaart          | Fémina White Star Woluwe |
| 2004/05 | KSV Jabbeke              | FC Fémina Braine         |
| 2005/06 | Achterbroek VV           | RCS Ways-Genappe         |
| 2006/07 | Cercle Melle             | Dorperheide Lommel       |
| 2007/08 | Davo Waregem             | RFC Rhisnois             |
| 2008/09 | Miecroob Veltem          | Standard Luik B          |
| 2009/10 | Oud-Heverlee Leuven B    | DV Opglabbeek            |
| 2010/11 | Massenhoven VC           | Wallonia Club Sibret     |
| 2011/12 | VC Dames Eendracht Aalst | Zonhoven DV              |
| 2012/13 | Club Brugge B            | Tongeren DV              |
| 2013/14 | AA Gent B                | Wolfsdonk Sport          |
| 2014/15 | KVK Svelta Melsele       | Wallonia Club Sibret     |
| 2015/16 | KV Mechelen Dames        | KOVC Sterrebeek          |